# Peregrino
El término peregrino (del lat. peregrīnus) se refiere en su significado más clásico al viajero que, por devoción o por voto, visita un santuario o algún lugar considerado sagrado. En su acepción más general es todo aquel que anda por tierras extrañas. En sentido estricto, para el español de religión católica, peregrino es quien se dirige a la catedral de Santiago de Compostela a visitar la tumba del apóstol. Así, por el destino de su peregrinación, se lo diferencia de los caminantes que se dirigen a otros sitios de honda significación espiritual en el catolicismo: el romero, que lo hace a Roma siguiendo alguna de las vías romeas, donde mora el papa, considerado sucesor de san Pedro, y el palmero, que se encamina a Jerusalén y en general a los Santos Lugares.

## Concepción de la vida como peregrinación
La concepción de la vida del hombre como una peregrinación es común a muchos pueblos y tradiciones. De hecho, el camino constituye una de las cuatro o cinco metáforas mayores primordiales, que pertenecen al acervo cultural de todos los tiempos. Se trata de un símbolo arquetípico, presente ya en las civilizaciones más antiguas y en la psique profunda de los seres humanos, y que se refleja en expresiones cotidianas relativas al llamado «camino de la vida». Eso permite definir al hombre como un «animal itinerante». De allí que la consideración de «la vida como peregrinación» se vincule en muchas culturas y religiones con la idea del origen transcendente del hombre, al tiempo que se consideran los tropiezos y caídas de los caminantes como una representación de sus fallos, carencias y errores. El deseo o su aspiración de retornar al estado inicial de inocencia o de pureza, le otorga al hombre un carácter de «extranjero en esta vida terrena», a la vez que recuerda su condición de transitorio y perecedero en todos los pasos de la misma.
El poeta León Felipe expresó como pocos la experiencia de la peregrinación en los siguientes versos de Romero solo:

Ser en la vida romero,
romero sólo que cruza siempre por caminos nuevos.
Ser en la vida romero,
sin más oficio, sin otro nombre y sin pueblo.
Ser en la vida romero... sólo romero.
Que no hagan callo las cosas ni en el alma ni en el cuerpo,
pasar por todo una vez, una vez sólo y ligero,
ligero, siempre ligero.

Que no se acostumbre el pie a pisar el mismo suelo,
ni el tablado de la farsa, ni la losa de los templos
para que nunca recemos
como el sacristán los rezos,
ni como el cómico viejo
digamos los versos.
La mano ociosa es quien tiene más fino el tacto en los dedos,
decía el príncipe Hamlet, viendo
cómo cavaba una fosa y cantaba al mismo tiempo
un sepulturero.

No sabiendo los oficios los haremos con respeto.
Para enterrar a los muertos
como debemos
cualquiera sirve, cualquiera... menos un sepulturero.
Un día todos sabemos
hacer justicia. Tan bien como el Rey hebreo
la hizo Sancho el escudero
y el villano Pedro Crespo.

Que no hagan callo las cosas ni en el alma ni en el cuerpo.
Pasar por todo una vez, una vez sólo y ligero,
ligero, siempre ligero.
Sensibles a todo viento
y bajo todos los cielos,
poetas, nunca cantemos
la vida de un mismo pueblo
ni la flor de un solo huerto.
Que sean todos los pueblos
y todos los huertos nuestros.
León Felipe

## Atributos del peregrino
Son atributos del peregrino el cayado, el camino, el manto, el pozo con el agua de salvación, la concha del peregrino. Sus significados son diversos:
- el cayado o bastón simboliza a la vez la prueba de resistencia y de despojo;
- el morral abierto es símbolo de humildad;
- la concha del peregrino era el distintivo que traían aquellos que regresaban de la peregrinación a Santiago de Compostela; entre otros significados, la concha simboliza la muerte y renacimiento.

## En la Edad Media

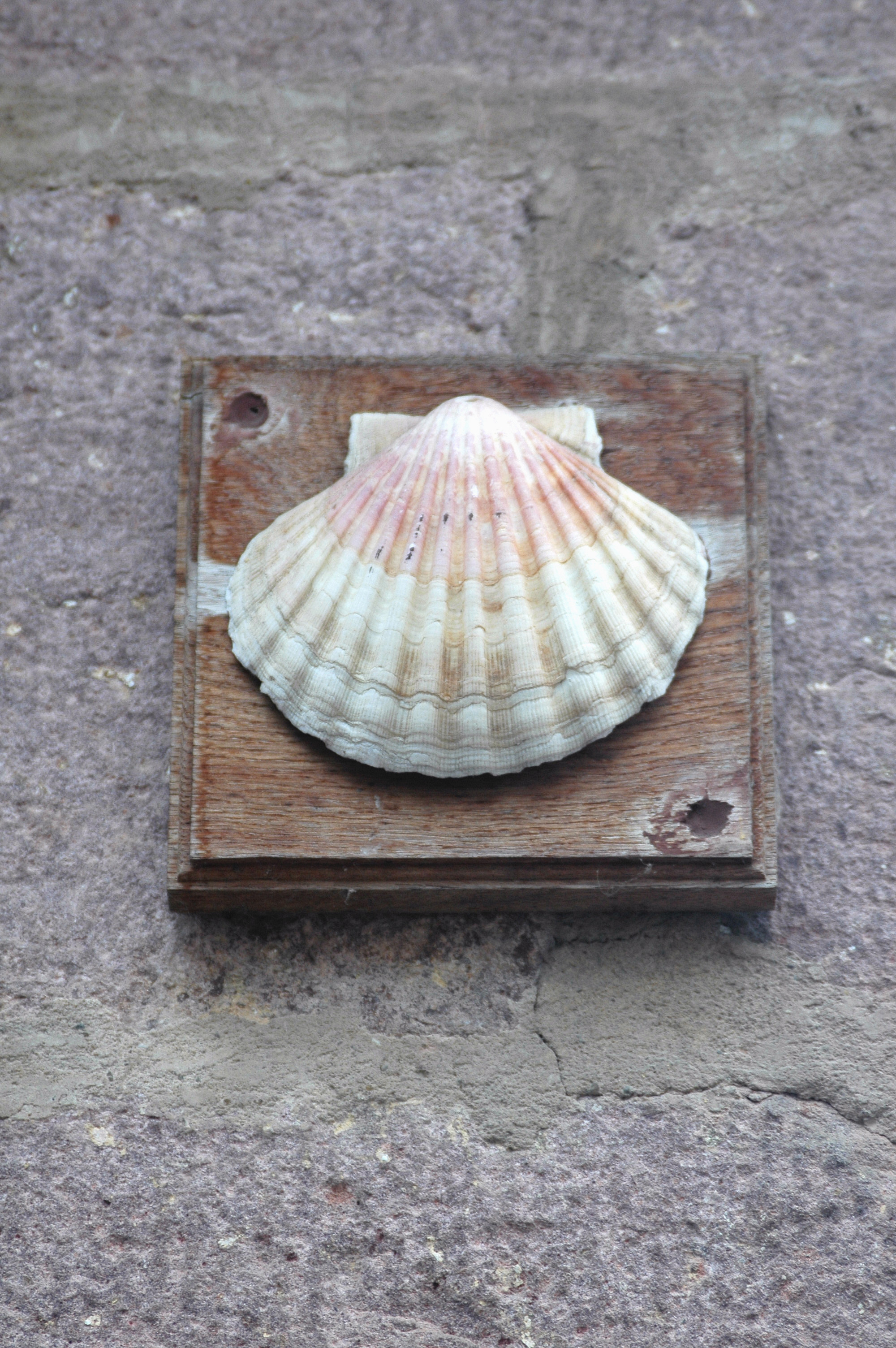
La concha (vieira) de Santiago, símbolo de la peregrinación.

En el catolicismo de la Edad Media se distinguían tres clases de peregrinos:
1. Romeros, aquellos que iban a Roma.
2. Palmeros, aquellos que iban a Jerusalén.
3. Concheros. Peregrinos propiamente dichos, aquellos que iban a Santiago de Compostela.
4. Crucenos, aquellos que iban a Santo Toribio de Liébana.

En general, implicaba una referencia a alguna forma de:
- penitencia, autoimpuesta o impuesta sacramentalmente;
- ampliación de una promesa;
- penitencia o promesa en nombre de otra persona impedida por alguna razón de realizar la peregrinación.

El penitente emprendía el viaje como forma de expiación de sus faltas. Algunos penitentes llevaban el pecado escrito en una cédula que depositaban en el altar del santuario.
Los peregrinos solían llevar una vestimenta especial, sobre todo en lo referido a complementos que llegaron a constituir símbolos: el zurrón (morral o anapola, bolsa grande de pellejo, que regularmente usan los pastores para guardar y llevar su comida u otras cosas), el bordón o bastón, un sombrero de ala ancha, una capa con esclavina y la calabaza para almacenar agua o vino. También solían llevar como distintivo la famosa concha de peregrino o venera.

## Patronazgo de los peregrinos
En el catolicismo, se considera al arcángel Rafael el patrono de los peregrinos.